# دجلة وفرات (مسلسل)
دجلة وفرات حكايات من هوى بغداد هو الجزء الثاني للمسلسل العراقي الشهير هوى بغداد، المسلسل درامي رومانسي استعراضي عراقي من إنتاج قناة الشرقية بطولة الممثلة التونسية العراقية زهراء بن ميم بدور دجلة والممثل علي عجينة بدور فرات ويعتبر هذا المسلسل أول عمل تمثيلي له، المسلسل من تأليف وإخراج مهند أبو خمرة، أصدر لأول مرة في 1 رمضان 1442 هـ، الموافق 13 نيسان 2021 على قناة الشرقية. جميع أحداث المسلسل صورت من داخل العراق وباللهجة العراقية، المسلسل متكون من عشرة حلقات، لكل حلقة قصة وحكاية مغايرة تجمع بين الشخصيتين دجلة وفرات. أغاني المسلسل كانت بصوت المغنية أصيل هميم وغيث صباح.

## القصة
في جزءه الثاني، يواصل المسلسل طرح حكايات في قالب رومانسي واستعراضي حول قصص حب عدة وواقعية بين أبطال كافحوا ليصلوا إلى بعضهم، والوقائع التي تجري بين العاشقين في عدة مناطق عراقية مختلفة.

## الممثلون

### البطولة
- زهراء بن ميم بدور دجلة[4]
- علي عجينة بدور فرات

### بمشاركة
- سامي قفطان
- فوزية حسن
- آسيا كمال
- كاظم القريشي
- محمد طعمة التميمي
- وليد العبوسي
- ضياء الدين سامي
- احمد الركابي
- فائز العبدالله
- محمد ناصر

### الممثلين الثانويين
- رنيم التميمي
- هاجر
- كيان اركان
- علاء زغير
- حسن كامل

## التصوير والإنتاج
في شباط 2021 بدأوا بتصوير الموسم الثاني لهوى بغداد بعنوان «دجلة وفرات» وتم الإنتهاء من التصوير في 25 آذار 2021. تم تصويره في عدة محافظات ومناطق مختلفة من العراق مثل دار الوالي وريف أطراف بغداد والقصر العباسي ومحطة بغداد العالمية في بغداد وجزيرة أم الربيعين في الموصل ومدينة بابل الأثرية في بابل وتم تصويره من قبل مصوريين تركيين الجنسية. في هذا الموسم قاموا بتغيير الممثل الرئيسي وجعلوا علي عجينة يمثل الدور الرئيسي بدلاً من آسر ويست، الإعلان الترويجي الأول أصدر في 12 آذار 2021 والإعلان الترويجي الرسمي أصدر في 4 نيسان 2021.

## الشعبية والتأثير
نسبة مشاهدة المسلسل تخطت 11 مليون مشاهدة وذلك بعد عرض أول سبع حلقات فقط وكذلك غالبية حلقاته حققت المركز الأول في تريند اليوتيوب العراقي.
في الحلقة الرابعة من المسلسل ظهر كتاب السر للكاتبة روندا بايرن في عدة مشاهد. هذا الأمر أدى إلى زيادة مبيعات الكتاب بشكل كبير بعد عرض الحلقة.

## إيقاف العرض
المسلسل كان يعرض بشكل يومي في رمضان في الساعة التاسعة مساءاً إلا انه توقف عرضه في يوم 17 نيسان 2021، حيث تم عرض أربعة حلقات فقط. ولم يتم الكشف عن اسباب توقيف عرضه. هذا الأمر أدى إلى إثارة ضجة على مواقع التواصل الإجتماعي وانتشار هاشتاغ #وين_دجلة_وفرات على منصات التواصل. ولكن في يوم 22 نيسان 2021 تم إستئناف عرضه ورجع بث الحلقات على قناة الشرقية.
في 24 نيسان 2021 وقفت قناة الشرقية بث الحلقات لمدة ثلاث أيام وذلك حداداً على شهداء حادثة حريق مستشفى ابن الخطيب.

## قائمة الحلقات
| رقم الحلقة | عنوان الحلقة | إخراج وتأليف  | تاريخ الإصدار | مدة العرض |
| --- | ------------ | ------------- | ------------- | --------- |
| 1 |              | مهند أبو خمرة | 13 أبريل 2021 | 47:34     |
| يساعد فرات فتاة هربت من السيارة التي تستقلها ولجأت إليه فجأة، تُخبر الفتاة فرات أنها متزوجة من رجل كبير ولديها أبن منه وهو لديه انفصام في الشخصية وتطلب منه أن يساعدها في رجوع نجلها، يذهب فرات لمنزل الزوج ويقتله ثم يكتشف أن الفتاة كذبت عليه في كل شيء. |              |               |               |           |
| 2 |              | مهند أبو خمرة | 14 أبريل 2021 | 52:28     |
| يعود دكتور عماد وزوجته ونجلته دجلة من لندن إلى وطنه العراق، تُخبر دجلة والدها أنها لا تريد المكوث في بغداد، تتعرف دجلة على فرات الذي يأخذها في جولة لكي تشاهد معالم بغداد ثم تتعرف على عائلته، وتُعجب دجلة مع الوقت بفرات وبعدها يتزوجان وتمكث ببغداد.      |              |               |               |           |
| 3 |              | مهند أبو خمرة | 15 أبريل 2021 | 45:46     |
| تلجأ دجلة لجارتها الساحرة لكي تصنع لها عمل يؤدي إلى رحيل جيرانها الجُدد من المنطقة، يُخبر فرات - دجلة أنه رأها وهي تضع العمل أمام منزله وتنكر دجلة الأمر ثم مع الوقت تقع في حب فرات ويتدخل لكي يُنقذها من العريس الجديد قبل أن يوافق والدها ويخطبها.         |              |               |               |           |
| 4 |              | مهند أبو خمرة | 16 أبريل 2021 | 49:22     |
| تحلم دجلة بلقاء مُطربها المُفضل فرات وفي يوم يأتي فرات إلى محل الحلوى الذي تعمل فيه دجلة ويشتري قطعة حلوى ليجن جنونها من الفرحة ويُعجب فرات باسلوبها وشخصيتها ثم يأتي فرات مراراً وتكراراً إليها إلى أن يفاجئها في يوم من الأيام ويتقدم لطلب يدها.             |              |               |               |           |
| 5 |              | مهند أبو خمرة | 22 أبريل 2021 | 50:10     |
| تشعر دجلة بوجود شىء شيطاني في المنزل بعدما تجد نجلتها تتحدث مع كائن ليس ظاهر، ثم تجد الأشياء في المنزل تتحرك وحدها، وتكتشف دجلة أن خطيبة فرات السابقة هي من وراء كل ذلك.                                                                                  |              |               |               |           |
| 6 |              | مهند أبو خمرة | 23 أبريل 2021 | 38:24     |
| ترى دجلة نظرات دهشة كبيرة في عيون جيرانها، وتسألهم عن السبب ويتهربون منها، فيأتي شقيق دجلة إلى منزلها ويُذكرها بيوم فقدت زوجها ونجلها في حادث عبارة. |              |               |               |           |
| 7 |              | مهند أبو خمرة | 24 أبريل 2021 | 41:31     |
| تستفز الممثلة الشهيرة دجلة المخرج فرات أثناء تصوير العمل، مما يجعله يوقف التصوير أكثر من مرة ويتشاجر معها، ويقف دجلة بجانب فرات بعد اصابتها بطلق ناري ويُغرم بها مع الوقت.                                                                                 |              |               |               |           |
| 8 |              | مهند أبو خمرة | 27 أبريل 2021 | 52:03     |
| تكتشف دجلة لوح أثري يرجع تاريخه لعصر الملك نبوخذ نصر الثاني، ثم تقرأه ليظهر حارسه الذي يُدعى فرات، تحاول عصابة الحصول على اللوح لكي يحكموا العالم ولكن يرفض فرات تنفيذ شرهم والخضوع لهم.                                                                   |              |               |               |           |
| 9 |              | مهند أبو خمرة | 28 أبريل 2021 | 27:27     |
| يعمل فرات ضابط في قوات مكافحة الإرهاب، وفي إحدى المرات يشن هو ورجاله هجوم على جماعة ارهابية، ويُنقذ دجلة من الموت ويُخرجها إلى بر الأمان ثم يقعان في الحب.                                                                                                  |              |               |               |           |
| 10 |              | مهند أبو خمرة | 29 أبريل 2021 | 54:44     |
| يقع فرات في غرام دجلة من أول نظرة بعدما رآها في محطة القطارات، تُخبر دجلة - فرات أنها من جماعة تُدعى المحافظين، ولديهم قوة خارقة عن باقي البشر ويتميزون بالسحر.                                                                                             |              |               |               |           |

## الأغاني
| رقم الحلقة التي عرضت بها الأغنية | عنوان الأغنية        | غناء       | ألحان    | كلمات     | توزيع          |
| -------------------------------- | -------------------- | ---------- | -------- | --------- | -------------- |
| 1                                | كنت حلمي وصرت كابوس  | فرقة اللون | غيث صباح | علي زيدون | محمد جبار جاسم |
| 2                                | شفتها وعقلي رأساً طار | فرقة اللون | غيث صباح | علي زيدون | محمد جبار جاسم |
| 3                                | وين الزلم            | فرقة اللون | غيث صباح | علي زيدون | محمد جبار جاسم |
| 4                                | وجهك مثل ضي القمر    | فرقة اللون | غيث صباح | علي زيدون | محمد جبار جاسم |
| 6                                | نويت الفراق          | فرقة اللون | غيث صباح | علي زيدون | محمد جبار جاسم |
| 7                                | هي نظرة              | فرقة اللون | غيث صباح | علي زيدون | محمد جبار جاسم |
| 9                                | حبنا مثل طير وسما    | فرقة اللون | غيث صباح | علي زيدون | محمد جبار جاسم |
| 10                               | وين انت              | فرقة اللون | غيث صباح | علي زيدون | محمد جبار جاسم |

## الجوائز والترشيحات
| السنة | الجائزة                                     | الفئة                                    | النتيجة | المراجع.    |
| ----- | ------------------------------------------- | ---------------------------------------- | ------- | ----------- |
| 2021  | جائزة إي تي بالعربي لأفضل الأعمال الرمضانية | أفضل مسلسل عراقي                         | رُشِّح     | [ 8 ] [ 9 ] |
| 2021  | جائزة إي تي بالعربي لأفضل الأعمال الرمضانية | أفضل ممثلة في مسلسل عراقي (زهراء بن ميم) | فوز     | [ 8 ] [ 9 ] |